# Smørumnedre
Smørumnedre es una localidad de la Región Capital de Dinamarca. Se localiza a 20 km al noroeste del centro de Copenhague y funciona como una ciudad satélite de ésta. Su zona urbana tiene una población de 19.296 en 2013.
Smørumnedre originalmente era un pueblo en lo que hoy es el municipio de Egedal, pero su cercanía con la capital del país impulsó su crecimiento desde la década de 1970. A principios del siglo XXI Smørumnedre absorbió la antigua localidad de Måløv, en el municipio de Ballerup, y una pequeña parte del municipio de Furesø. En 2013, 9.513 habitantes de la zona urbana viven en Egedal, 8.607 en Ballerup y 1.182 en Furesø.
La mayoría de la población vive en viviendas unifamiliares. La localidad cuenta con 3 escuelas primarias - escuela de Boesager, escuela de Balsmose y escuela de Søager. Smørumnedre contiene un pequeño centro comercial y una iglesia, "Smørum Kirke". A las afueras se encuentra Ledøje, un pueblo un poco más pequeño que Smørumnedre
En este municipio hay algunos montículos funerarios de la Edad del Bronce.